# Bangor (Irlande du Nord)
Pour les articles homonymes, voir Bangor.
Bangor (en irlandais : Beannchar ; en scots d'Ulster : Bengor) est une importante ville du Royaume-Uni située dans le comté de Down en Irlande du Nord. Avec 76 851 habitants, c'est la troisième agglomération d'Irlande du Nord. Elle est située en bord de mer et est donc très touristique.

## Toponyme
Le nom Bangor est dérivé du mot irlandais Beannchor dont plusieurs significations sont possibles :
- soit une courbe en forme de cornes car la côte de Bangor ressemble aux cornes d'un taureau
- soit une visière
- soit une enceinte jalonnée.
- il peut également être lié à Beanna, le mot irlandais désignant des « falaises ».

Les environs ont été également connus sous le nom de « Val des anges », après que saint Patrick, une fois reposé là, eut une vision remplie d'anges.

## Abbaye
L'abbaye de Bangor fut fondée en 558 par saint Comgall de Bangor, qui accueillit saint Colomban de Luxeuil vers 560.

## Photographies

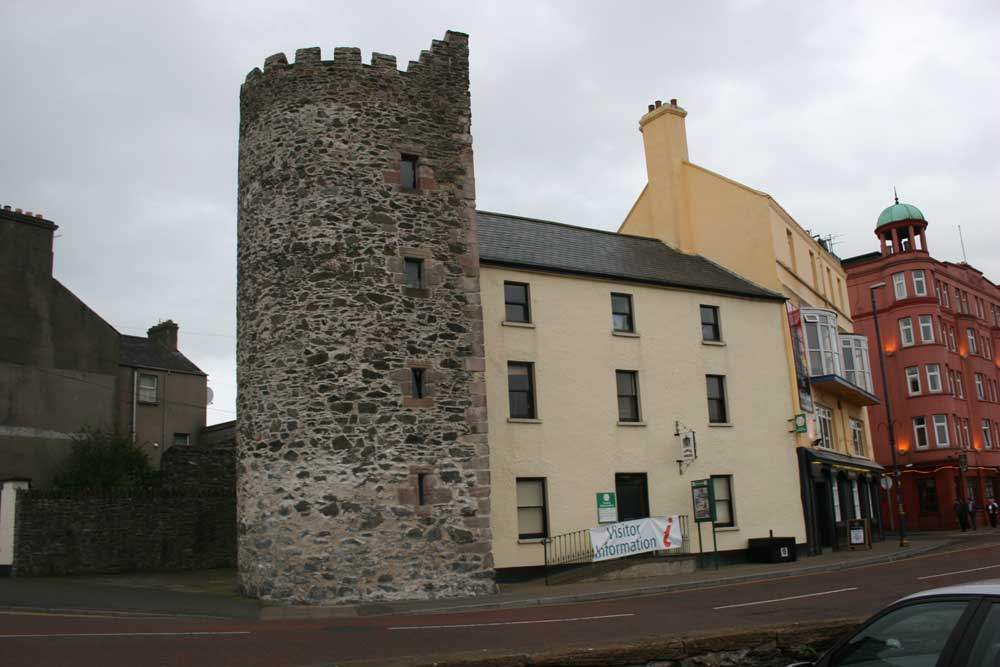
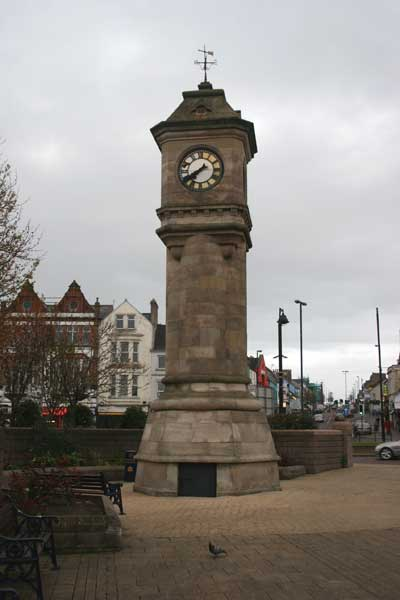
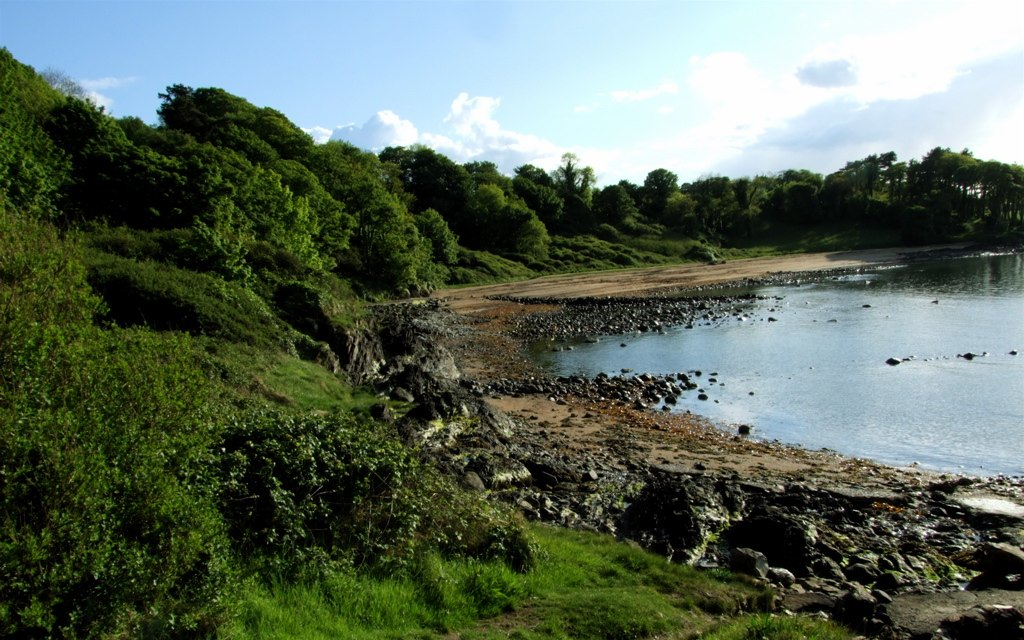

## Personnalités liées à Bangor
- Eddie Irvine : pilote de formule 1 (né le 10 novembre 1965).
- Foy Vance, auteur-compositeur-interprète.
- Deux des membres du groupe de rock Snow Patrol sont originaires de Bangor.
- Le groupe Two Door Cinema Club est originaire de Bangor.
- Colin Bateman, journaliste et écrivain y est né en 1962.
- Le groupe de pop-rock Kowalski est originaire de Bangor.
- David Trimble (1944-2022), homme politique britannique.

## Jumelages
| Ville | Ville          | Pays | Pays       |
| ----- | -------------- | ---- | ---------- |
|       | Brégence       |      | Autriche   |
|       | Virginia Beach |      | États-Unis |